# Подарунок (фільм, 1983)
Подарунок — радянський художній фільм 1983 року, знятий на кіностудії «Таджикфільм».

## Сюжет
Про першу, чисту любов дванадцятирічних хлопчиків Ісмата, Олега і Муміна до більш старшої, ніж вони, дівчини Саліми. Змагаючись між собою, щоб привернути до себе увагу Саліми, вони намагалися придбати для неї подарунки, потрапляючи в різні комічні ситуації. Несподівана для закоханих хлопчиків розв'язка: Саліма виходить заміж…

## У ролях
- Піруз Бобоєв — Ісмат
- Євген Краскович — Олег
- Сергій Закіров — Мумін
- Камол Карімов — «Гачок»
- Людмила Супинська — Саліма
- Махмуд Тахірі — батько Ісмата
- Раджабалі Хусейнов — батько Муміна
- Сайрам Ісаєва — мати Ісмата
- Дільбар Умарова — мати Муміна
- Камол Саїдмурадов — тракторист
- Муттабар Ібрагімова — епізод
- Ташхан Султанова — епізод
- Адгам Каландаров — епізод
- Хашим Рахімов — епізод
- Зафар Джавадов — епізод
- Махамадалі Мухамадієв — епізод
- Георгій Строков — епізод
- Гульчехра Рахматуллаєва — епізод

## Знімальна група
- Режисер — Батур Арабов
- Сценарист — Хафіз Сайфуллаєв
- Оператор — Олександр Шабатаєв
- Композитор — Володимир Рубашевський
- Художник — Володимир Салімов